# Ayelet Shaked
Ayelet Shaked (in ebraico אַיֶּילֶת שָׁקֵד‎?; Tel Aviv, 7 maggio 1976) è una politica israeliana, ministro dell'interno nel governo Bennett-Lapid, dal 13 giugno 2021 al 29 dicembre 2022. Precedentemente ha ricoperto l'incarico di ministro della giustizia nel governo Netanyahu IV, è capo-gruppo di Yamina e Nuova Destra dal 29 giugno 2022 e membro della Knesset dal 3 ottobre 2019, dopo già esserlo stata dal 5 febbraio 2013 fino al 30 marzo 2019.

## Biografia
Ayelet Shaked è nata a Tel Aviv il 7 maggio 1976, con il nome di Ayelet Ben-Shaul. Sua madre era un’insegnante aschenazita, figlia di alcuni membri della Prima Aliyah, mentre il padre, contabile, era figlio di una donna irachena emigrata in Israele negli anni '50.
Dopo aver prestato servizio nelle IDF, all'interno della Brigata Golani, ha conseguito la laurea in ingegneria elettrica ed informatica, presso l'Università di Tel Aviv. Successivamente ha iniziato a lavorare per la Texas Instruments, prima come ingegnere informatico poi come responsabile del marketing.

## Carriera politica

### Prime attività politiche

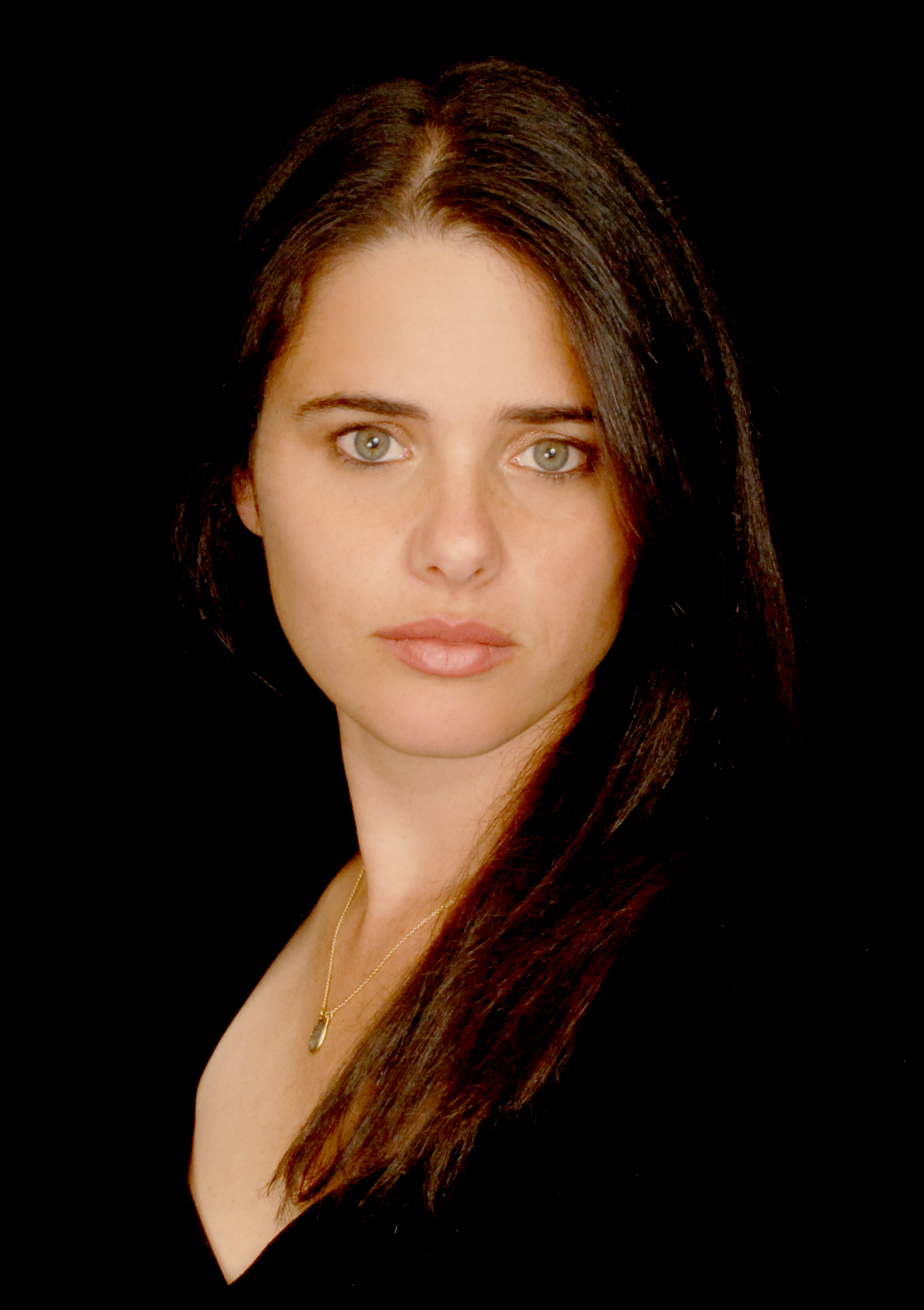
Shaked nel 2011

Dal 2006 fino al 2008 è stata direttrice dell'ufficio di Benjamin Netanyahu, allora leader dell'opposizione. In questa veste ha conosciuto Naftali Bennett, con il quale ha fondato, nel 2010, il movimento extraparlamentare “My Israel”. Nel 2011 si è resa protagonista di una dura campagna contro l'immigrazione clandestina dai paesi africani verso Israele, criticando apertamente anche la Galei Tzahal, la radio ufficiale delle IDF. Nel gennaio 2012 entrò nel Likud, che tuttavia lasciò nel giugno 2012 per aderire a La Casa Ebraica. Con quest'ultima formazione venne candidata alle elezioni parlamentari del 2013, risultando eletta. 

### Ministro della Giustizia

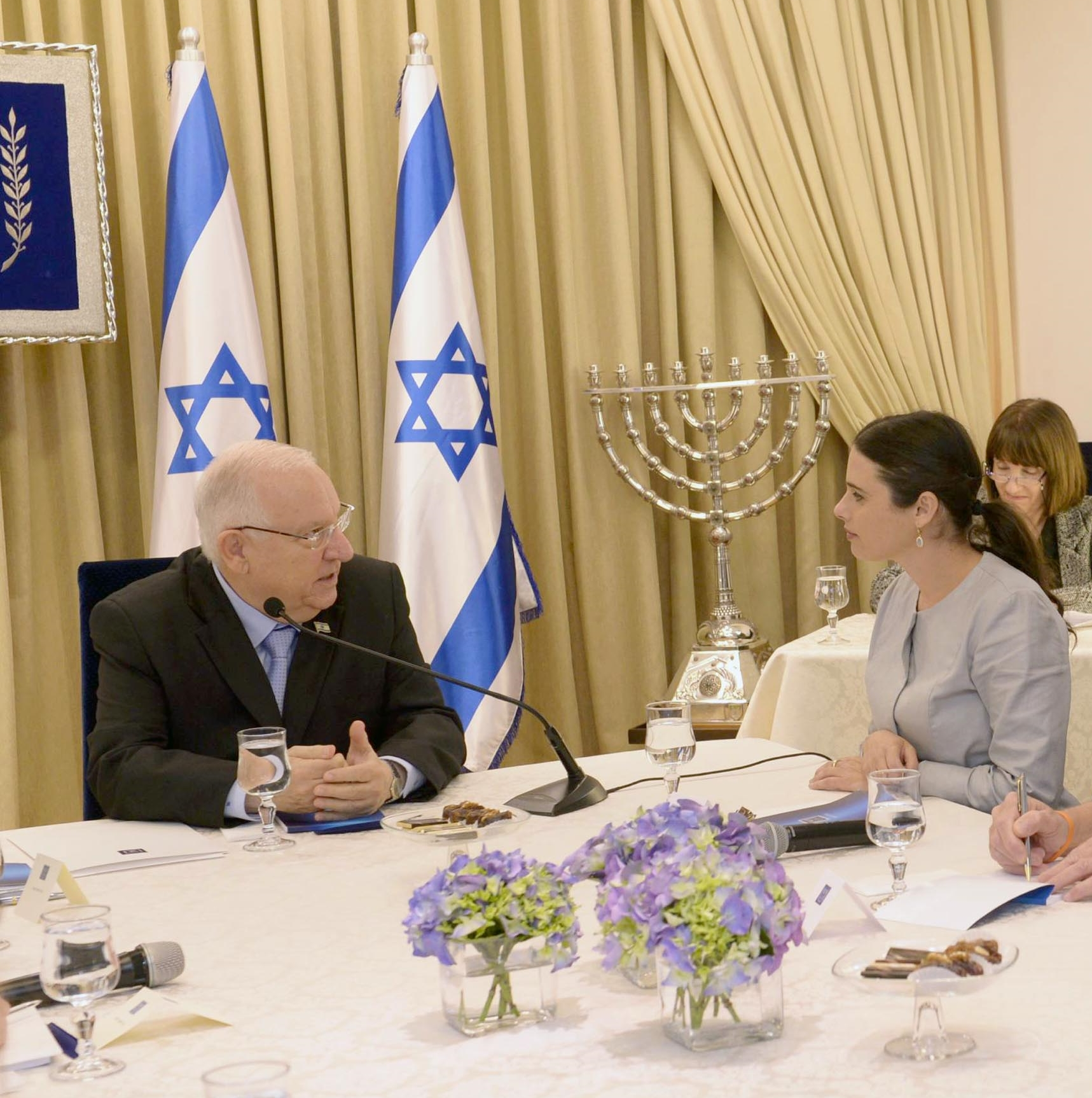
Il presidente di Israele Reuven Rivlin insieme ad Ayelet Shaked, durante le consultazioni successive alle elezioni parlamentari del 2015

Alle elezioni parlamentari del 2015 venne rieletta alla Knesset per La Casa Ebraica, e venne nominata ministro della giustizia nel governo Netanyahu IV, a seguito delle trattative per la formazione del governo.
Da ministro si adoperò fin da subito per le colonie in Giudea e Samaria, annunciando a luglio 2015 la formazione di un comitato per la loro stabilizzazione giuridica. Nel gennaio 2016 invece sponsorizzò un disegno di legge sulle ONG, il quale prevedrebbe che le organizzazioni non governative che ricevono finanziamenti da altri stati siano classificate come tali. Mentre nel giugno 2016 supportò l'approvazione della legge contro il terrorismo, approvata dopo sei anni di lavori. Ha cessato il suo incarico di Ministro della Giustizia il 4 giugno 2019.  

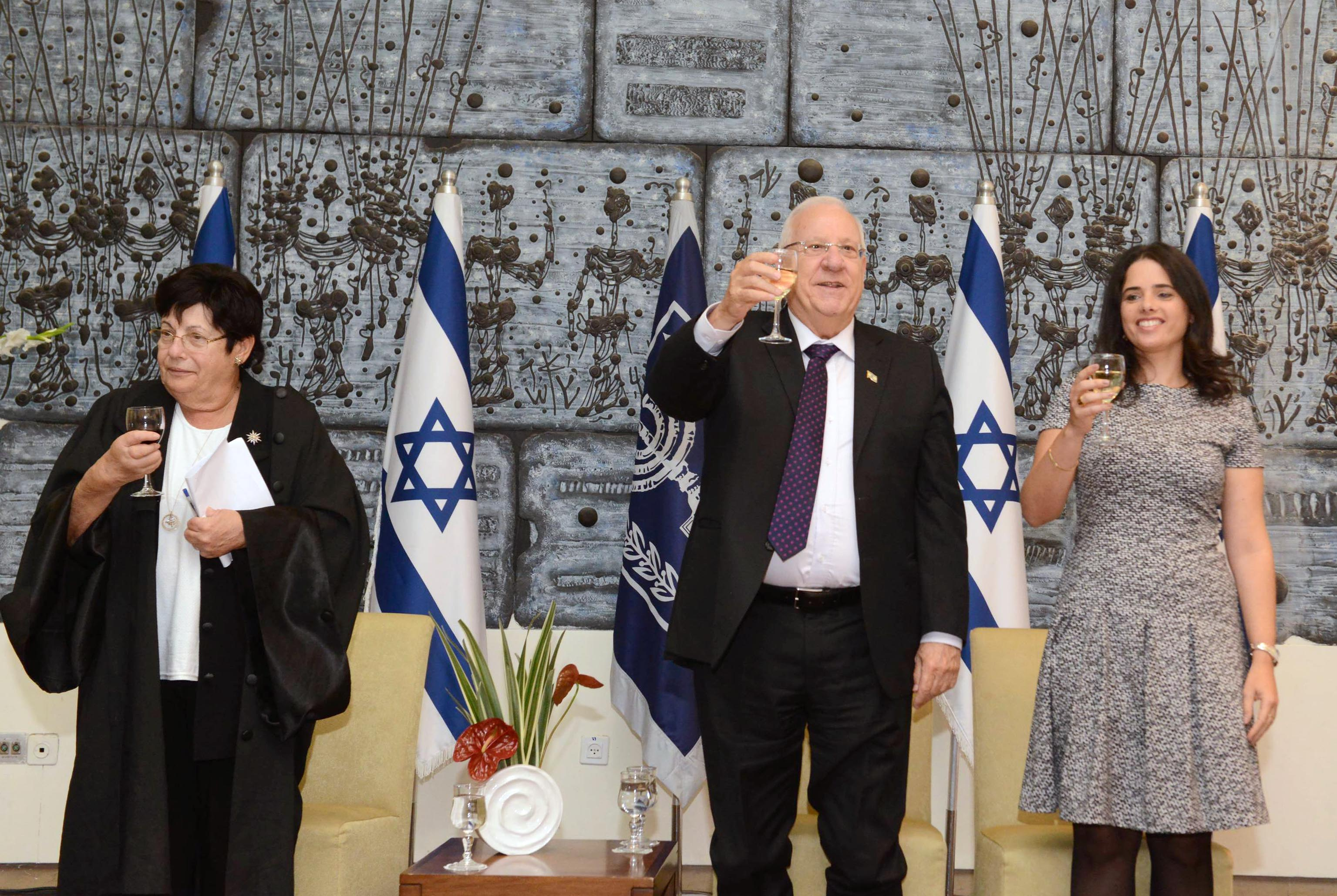
Ayelet Shaked, insieme al presidente di Israele Reuven Rivlin ed alla ex presidente della Corte Suprema israeliana Miriam Naor

### Tornate elettorali del 2019 ed elezioni del 2020
Nel dicembre 2018, in vista delle elezioni parlamentari dell'aprile del 2019 ha abbandonato La Casa Ebraica, per formare insieme a Naftali Bennett un nuovo partito: Nuova Destra. Tuttavia alle elezioni, a differenza di tutte le previsioni, il partito non riuscì a superare la soglia di sbarramento del 3,25% e di conseguenza non ottenne nessun seggio alla Knesset. Dopo la sconfitta, Shaked annunciò che si sarebbe ritirata dalla politica a tempo indeterminato. Dopo il fallimento di Benjamin Netanyahu nella formazione di un nuovo governo, furono indette nuove elezioni per il settembre 2019.
Il 21 luglio 2019 Naftali Bennett annunciò che avrebbe lasciato la guida della Nuova Destra e che l'avrebbe affidata ad Ayelet Shaked. Shaked accettò l'incarico e affermò di voler costituire una coalizione di partiti di destra. Pochi giorni dopo, il 29 luglio, annunciò la nascita di “Yamina”, una coalizione formata da Nuova Destra, dalla Casa Ebraica e dalla Tkuma. La lista ottenne 6 seggi, ma l’ennesimo fallimento di Netanyahu nella formazione di un nuovo governo portò a nuove elezioni, tenutesi nel marzo del 2020, nelle quali Shaked venne rieletta. Dopo mesi di trattative nacque il governo Netanyahu V, rispetto al quale Yamina si posizionò all'opposizione. L’esperienza di governo però si interruppe bruscamente nel dicembre 2020, a causa di alcune controversie nella maggioranza, portando Israele a nuove elezioni.

### Ministro dell'Interno
Alle elezioni parlamentari del 2021, Yamina ottenne 7 seggi e Shaked fu rieletta. Dopo il fallimento di Netanyahu nel formare un governo stabile, Yamina decise di collaborare con Yesh Atid, il principale partito di opposizione, per formare un governo di unità nazionale. Al termine delle trattative nacque il governo Bennett-Lapid, all’interno del quale Ayelet Shaked ricopre l'incarico di ministro dell'interno.
Shaked si è ritirata dalla vita politica dopo che Yamina non è riuscita a conquistare i seggi alla Knesset nelle elezioni legislative israeliane del 2022 ed ha assunto una posizione al vertice del Kardan Real Estate Group.

## Vita privata
Ayelet Shaked è sposata dal 2004 con Ofir Shaked, ex pilota di caccia dell'Heyl Ha'Avir. Insieme hanno due figli, un maschio ed una femmina, e vivono a Tel Aviv.

## Workshop su Wikipedia
Il 3 agosto 2010 ha organizzato un laboratorio per aspiranti redattori di Wikipedia. Durante l'evento il collega Naftali Bennett ha dichiarato che "Yesha Council e My Israel hanno organizzato una giornata istruttiva per redattori wiki. L'obiettivo della giornata è quello di insegnare come modificare Wikipedia, che è la prima fonte di informazione al mondo. Per esempio, se qualcuno cerca "Gaza Flotilla" vogliamo esserci, vogliamo essere le persone che influenzano cosa è scritto, com'è scritto, ed assicurarci che sia equilibrato e di natura sionista."

## Premi e riconoscimenti
- Nel 2012, Shaked ha vinto l'Abramowitz Israeli Prize for Media Criticism.[14]
- Nel 2012, Shaked è stata inclusa nella lista dei Globes delle 50 donne più influenti.[15]
- Nel 2013, Shaked si è classificata al primo posto (con Shelly Yachimovich) come eccezionale membro della Knesset per la sessione estiva di Knesset Channel.[16]
- Nel 2014, Shaked si è classificata seconda come eccezionale membro della Knesset per la sessione invernale di Knesset Channel.[17]
- Nel 2015 il Jerusalem Post ha classificato Shaked come la 33a persona ebrea più importante del mondo.
- Nel 2015 la rivista Forbes Israel ha classificato Shaked come la quinta donna più importante in Israele.
- Nel 2015 Shaked è stata eletta "Donna dell'anno" in Israele dalla rivista Lady Globes.[18]
- Nel 2016, Shaked è stata classificata come la sesta persona più influente in Israele, da Maariv.
- Nel 2017, Shaked è stata scelta come "Donna dell'anno" e "Donna più influente di Israele" da Forbes Israel.
- Nel 2017, Shaked è stata scelta come "la donna più influente di Israele" da Globes.[19]
- Nel 2018, Shaked è stata scelta come "la donna più influente di Israele" da Forbes Israel per il secondo anno consecutivo.[20]